# Jhalkathi (distrito)
Jhalkathi (ঝালকাঠি, em bengali) é um distrito localizado na divisão de Barisal, no sudoeste do Bangladesh. Sua capital é a cidade de Jhalkathi.

## Geografia
O distrito possui uma área total de 758,06 km². Limita-se ao norte e à leste com o distrito de Barisal; ao sul com o distrito de  Barguna e o rio Bishkhali; e à oeste com os distritos de Lohagara e Pirojpur.
A temperatura média anual máxima é de 33,3°C e a mínima é de 12,1°C.
O principais rios do distrito são Bishkhali, Sugandha, Dhansiri, Gabkhan, Jangalia e Bamanda.